# No More Drama
No More Drama – piąty studyjny album amerykańskiej wokalistki Mary J. Blige, wydany 28 sierpnia 2001. Album uzyskał status podwójnej platyny w USA.

## Lista utworów

### Oryginalne wydanie
1. "Love" – 2:46
2. "Family Affair" – 4:25
3. "Steal Away" – 4:27
4. "Crazy Games" – 3:23
5. "PMS" – 5:33
6. "No More Drama" – 5:26
7. "Keep It Moving" – 4:15
8. "Destiny" – 4:14
9. "Where I've Been" – 5:11
10. "Beautiful Day" – 3:33
11. "Dance For Me" – 4:47
12. "Flying Away" – 5:00
13. "Never Been" – 4:03
14. "2U" – 4:45
15. "In The Meantime" – 4:14
16. "Forever No More" (Poem) – 1:41
17. "Testimony" – 5:00

### Reedycja z 2002 roku
1. "Love"
2. "Family Affair"
3. "Steal Away" (feat. Pharrell)
4. "He Think I Don't Know"
5. "PMS"
6. "No More Drama"
7. "Rainy Dayz" (feat. Ja Rule)
8. "Where I've Been" (feat. Eve)
9. "Beautiful Day"
10. "Dance For Me" (feat. Common)
11. "No More Drama (Bad Boy Remix)" (feat. Diddy)
12. "Flying Away"
13. "Never Been"
14. "2U"
15. "In The Meantime"
16. "Forever No More"
17. "Testimony"
18. "Girl From Yesterday" (utwór dodatkowy)
19. "Checkin' For Me" (utwór dodatkowy)

## Single
- "Family Affair" – wyd. 2001
- "No More Drama" – wyd. 2001
- "Dance for Me" – wyd. 2001
- "Rainy Dayz" – wyd. 2002
- "He Think I Don't Know" – wyd. 2002